# 1991 YD
1991 YD är en asteroid i huvudbältet som upptäcktes den 28 december 1991 av den japanska astronomen Nobuhiro Kawasato i Uenohara.
Asteroiden har en diameter på ungefär 6 kilometer.